# Podkamienna Tunguzka
Podkamienna Tunguzka (ros. Подкаменная Тунгуска, Podkamiennaja Tunguska; inne nazwy Sriedniaja Tunguska, Czułakan, w górnym biegu Katanga) – rzeka w Rosji. Prawy dopływ Jeniseju.
Rzeka wypływa z południowej części Wyżyny Środkowosyberyjskiej jako Katanga, potem płynie w kierunku północno-zachodnim. W środkowym i dolnym biegu koryto zwęża się i obfituje w progi.
Rzeka jest żeglowna na długości 1146 km od miejscowości Wanawara. W czasie powodzi duże statki mogą dopłynąć do miejscowości Bajkit 571 km od ujścia, a przy normalnym stanie do ujścia rzeki Wielmo (275 km).

## Przepływ
Dorzecze rzeki leży w strefie wiecznej zmarzliny, więc rzeka jest zasilana przede wszystkim z topniejącego śniegu (60%). Deszcze i wody gruntowe to źródła odpowiednio 16 i 24% wody. Rzeka jest zamarznięta przez 5-7 miesięcy w roku. W marcu, kiedy śnieg jeszcze nie zaczyna topnieć średni przepływ przy ujściu to zaledwie 200-300 m³/s (w górnym biegu tylko kilkanaście), a w maju i czerwcu, gdyż już stopnieje – ponad 7000 m³/s. W tych miesiącach zdarzają się też powodzie podczas których przepływ osiąga wartość 35000 m³/s. Całkowity przepływ wody od listopada do kwietnia (tj. przez pół roku) to około 11% rocznego.
Przepływy minimalne i maksymalne. Wartości minimalne podano dla marca, a maksymalne dla maja lub czerwca.
| Punkt pomiaru | km od ujścia | Minimum | Maksimum | Średnio |
| ------------- | ------------ | ------- | -------- | ------- |
| Sulomai       | 73           | 285     | 7104     | 1808    |
| Czemdal       | 1375         | 11      | 566      | 106     |

Średnie przepływy w od stycznia do grudnia w Sulomai
| I   | II  | III | IV  | V    | VI   | VII  | VIII | IX   | X   | XI  | XII |
| --- | --- | --- | --- | ---- | ---- | ---- | ---- | ---- | --- | --- | --- |
| 375 | 316 | 285 | 462 | 6958 | 7104 | 1564 | 1131 | 1240 | 946 | 539 | 472 |